# Marin Bundić
Marin Bundić (Bonda) (Dubrovnik, 9. siječnja 1840. – Beč, 24. ožujka 1902.) bio je hrvatski političar iz Dalmacije.

## Životopis
Otac mu je bio političar Orsat Bundić. Pohađao je školu u Dubrovniku, a potom diplomirao pravo i doktorirao na Sveučilištu u Beču. Godine 1864. postaje perovodni činovnik Namjesništva u Zadru. Od 1868. do 1869. radio je kao tajnik dalmatinskog guvernera Wagnera, a zatim je radio u financijskoj upravi u Splitu.
Kao kandidat autonomaške stranke bio je izabran za zastupnika u Carevinskom vijeću u Beču (1873.–1879.). Od 1891. do 1897. bio je predstavnik autonomaško-srpske koalicije u Carevinskom vijeću.
Bio je član raznih autonomaških društava u Zadru i Dubrovniku.

### Članci
- Foretić, Miljenko. 1989. Bundić, Marin. Hrvatski biografski leksikon. Zagreb.  journal zahtijeva |journal= (pomoć)